# PRB3
PRB3 (англ. Basic salivary proline-rich protein 3) – білок, який кодується однойменним геном, розташованим у людей на короткому плечі 12-ї хромосоми. Довжина поліпептидного ланцюга білка становить 309 амінокислот, а молекулярна маса — 30 980.
| 10         |  | 20         |  | 30         |  | 40         |  | 50         |
| ---------- |  | ---------- |  | ---------- |  | ---------- |  | ---------- |
| MLLILLSVAL |  | LALSSAQSLN |  | EDVSQEESPS |  | VISGKPEGRR |  | PQGGNQPQRT |
| PPPPGKPEGR |  | PPQGGNQSQG |  | PPPRPGKPEG |  | PPPQGGNQSQ |  | GPPPRPGKPE |
| GQPPQGGNQS |  | QGPPPRPGKP |  | EGPPPQGGNQ |  | SQGPPPRPGK |  | PEGPPPQGGN |
| QSQGPPPHPG |  | KPEGPPPQGG |  | NQSQGPPPRP |  | GKPEGPPPQG |  | GNQSQGPPPR |
| PGKPEGPPPQ |  | GGNQSQGPPP |  | RPGKPEGSPS |  | QGGNKPQGPP |  | PHPGKPQGPP |
| PQEGNKPQRP |  | PPPGRPQGPP |  | PPGGNPQQPL |  | PPPAGKPQGP |  | PPPPQGGRPH |
| RPPQGQPPQ  |  |            |  |            |  |            |  |            |

A: Аланін

D: Аспарагінова кислота

E: Глутамінова кислота

G: Гліцин

H: Гістидин

I: Ізолейцин

K: Лізин

L: Лейцин

M: Метіонін

N: Аспарагін

P: Пролін

Q: Глутамін

R: Аргінін

S: Серин

T: Треонін

Кодований геном білок за функцією належить до фосфопротеїнів. 
Секретований назовні.